# فرقة فافن غريناديرإس إس 29 (الإيطالية الأولى)
فرقة فافن غريناديرإس إس 29 (الإيطالية الأولى) وأيضًا الفيلق الإيطالي غس إس (بالألمانية: 29. Waffen-Grenadier-Division der SS (italienische Nr. 1)))‏ Waffen-Grenadier-Division der SS (italienische Nr.1)) كان تشكيل شوتزشتافل لألمانيا النازية خلال الحرب العالمية الثانية. تم إنشاؤه في الأصل في الجمهورية الاجتماعية الإيطالية دمية في عام 1943 باسم الفيلق الإيطالي، أعيدت تسميته لاحقًا إلى لواء. تم ترقية الوحدة إلى حالة الفرقة في 10 فبراير 1945.

## خلفية
وقعت مملكة إيطاليا في 8 سبتمبر 1943 هدنة مع الحلفاء. ردا على ذلك، قام الجيش الألماني وفافن إس إس بنزع سلاح القوات الإيطالية ما لم يقاتلوا من أجل القضية الألمانية. تأسست الجمهورية الاجتماعية الإيطالية الجديدة في 23 سبتمبر 1943 تحت حكم الدكتاتور بينيتو موسوليني. في 2 أكتوبر 1943، ابتكر هاينريش هيملر وجوتلوب بيرغر البرنامج zur Aufstellung der italienischen Milizeinheiten durch die Waffen-SS ("برنامج نشر قوات الميليشيات الإيطالية من قبل فافن إس إس") الذي وافق عليه أدولف هتلر وبينيتو موسوليني.